# Dual-boot

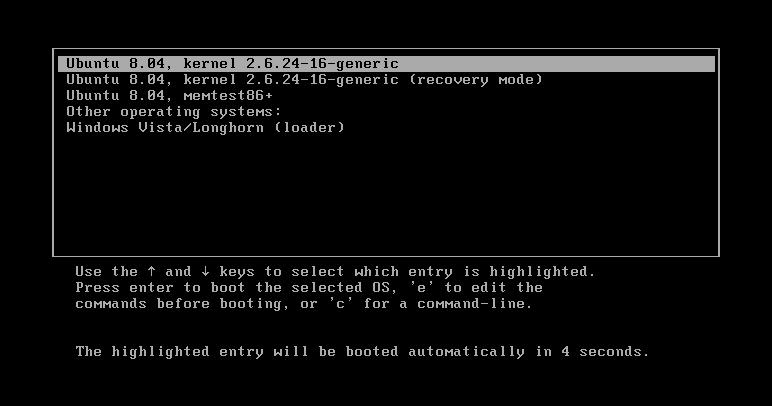
Választási lehetőség

Egy számítógépen két eltérő operációs rendszer használatát nevezik dual-bootnak (vagy multi-bootnak). Ez tulajdonképpen nem csak két operációs rendszer használatát teszi lehetővé, hanem egyszerre akár többét is. A dual-boot lehet
- két eltérő verziójú Windows,
- egy Windows és egy Linux,
- egy Windows és több Linux,
- több Linux egy gépen
- stb.